# Benjamin Mendy
Benjamin Mendy, född 17 juli 1994 i Longjumeau i Frankrike, är en fransk fotbollsspelare (försvarare) som spelar för Lorient. Han vann VM-guld med Frankrike i VM 2018.
Mendy stod 2022 åtalad för sju våldtäkter och ett fall av sexuella övergrepp mot fem olika kvinnor. Han friades från samtliga anklagelser den 13 januari 2023.

## Klubbkarriär
Den 24 juli 2017 värvades Mendy av Manchester City.
Den 19 juli 2023 värvades Mendy av Lorient, där han skrev på ett tvåårskontrakt.